# Lievelde

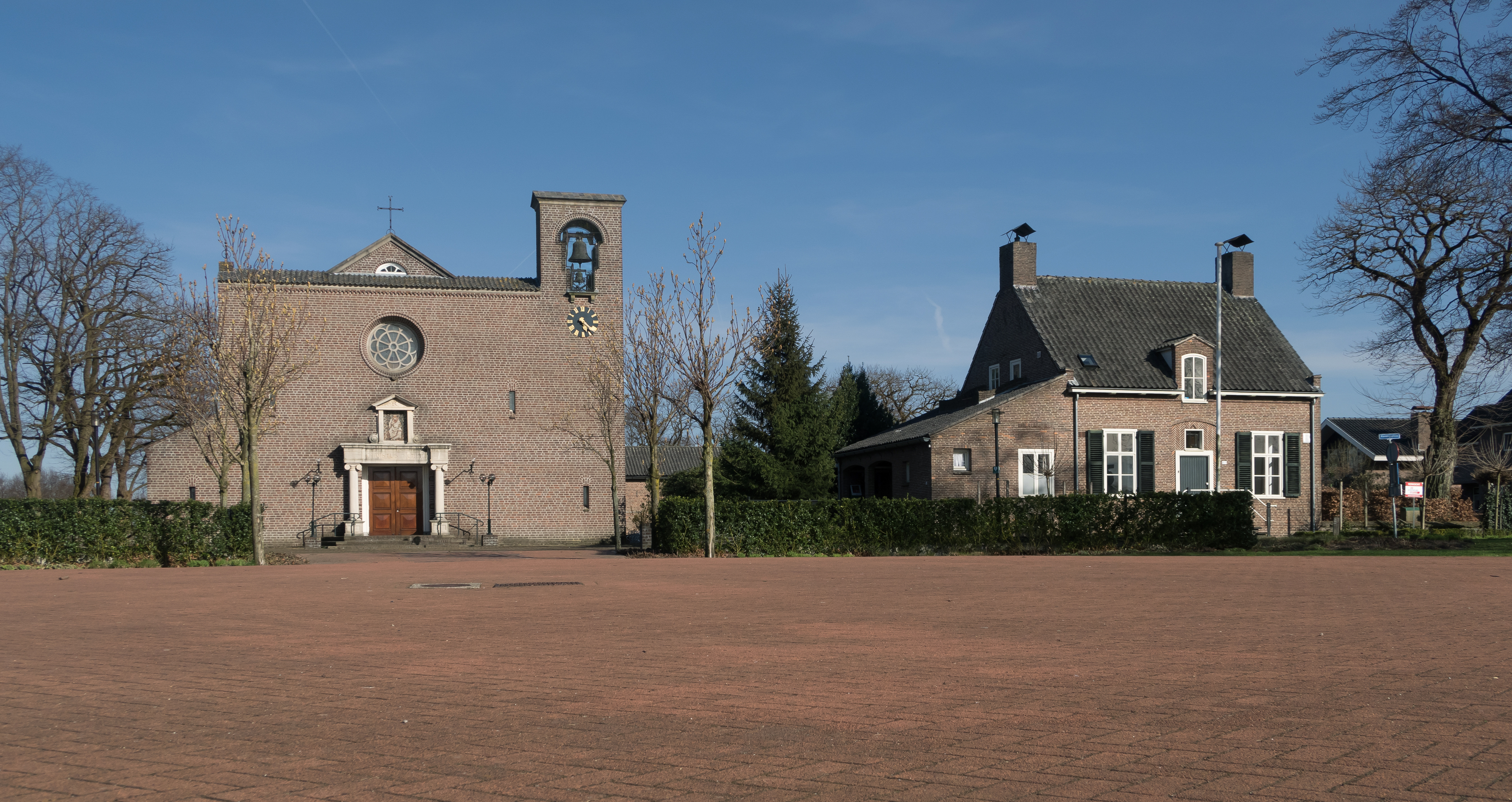
Lievelde, l'église: la Christus Koningkerk et le presbytère

Lievelde est un village situé dans la commune néerlandaise d'Oost Gelre, dans la province de Gueldre. Le 1er janvier 2007, le village comptait 1 516 habitants.
Au premier janvier 2021, le village était peuplé de 1395 habitants.